# تروکی تاناکا
تروکی تاناکا (انگلیسی: Teruki Tanaka؛ زادهٔ ۲۶ اوت ۱۹۹۲) بازیکن فوتبال اهل ژاپن است.
از باشگاه‌هایی که در آن بازی کرده‌است می‌توان به باشگاه فوتبال ناگویا گرامپوس اشاره کرد.